# Hypserpa reticulata
Hypserpa reticulata är en tvåhjärtbladig växtart som beskrevs av L.L. Forman. Hypserpa reticulata ingår i släktet Hypserpa och familjen Menispermaceae. Inga underarter finns listade i Catalogue of Life.